# José Bento da Cunha Figueiredo Júnior
José Bento da Cunha Figueiredo Júnior (1833 — São Paulo, 3 de agosto de 1885) foi um político brasileiro. Filho do visconde do Bom Conselho.
Foi presidente das províncias do Rio Grande do Norte, de 28 de abril de 1860 a 16 de fevereiro de 1861, do Ceará, de 5 de maio de 1862 a 19 de fevereiro de 1864, de Alagoas, de 2 de outubro de 1868 a 2 de julho de 1871, e do Maranhão, de 29 de junho a 6 de novembro de 1872.